# Borač (srednjovjekovni grad)
Borač, srednjovjekovni utvrđeni grad u BiH. Danas je ruševan.
Nalazi se iznad rijeke Prače. U blizini je željeznička postaja Mesići – Rogatica, BiH. Sagrađen u srednjem vijeku. Bio je sjedištem župe Borača. U njemu je bio dvor Pavla Radinovića i njegovih nasljednika. Napredovao je tijekom srednjeg vijeka, pri čemu je veliku ulogu odigrala dubrovačka trgovina. Karavane su prolazile onuda, pored ostalog i ka Dubrovniku, snažno mediteranskom trgovačkom središtu. Dubrovački trgovci su ondje okupili se u velikom broju i činili su ekonomsku osnovicu tamošnje jake kolonije dubrovačkih poduzetnika. Karavani su u Boraču imali postaju. Ondje je bile carinarnica i zbog svega toga je Borač spadao u skupinu glavnih trgovinskih središta srednjovjekovne bosanske države 14. stoljeća. Zbog posvemašnjeg razvoja već početkom sljedećeg stoljeća dobio je podgrađe (Sub Boraz, Soto Boraz). Rano je došao pod osmansku vlast u odnosu na ostatak Bosne, zbog položaja na istoku. Okupirale su ga 1463. godine.